# Suharău, Botoșani
Suharău este satul de reședință al comunei cu același nume din județul Botoșani, Moldova, România.

Suharău pe harta toponimică a Hudeștiului

## Personalități
- Mihai Chițac a fost un general român

 Acest articol despre o localitate din județul Botoșani este deocamdată un ciot. Puteți ajuta Wikipedia prin completarea lui.